# Cinturó de l’Empordà
Der Cinturó de l’Emporda war ein spanisches Straßenradrennen.
Das Etappenrennen fand jährlich mit Unterbrechungen von 1975 bis 2011 Anfang Oktober in der katalanischen Provinz Girona statt. Bis 2007 wurde das Rennen als nationale Veranstaltung betrieben; die Auflage des Jahres 2008 wurde erstmals Teil der UCI Europe Tour in UCI-Kategorie 2.2.

## Sieger (ab 2002)
| - 2011: Paul Voß - 2010: José Herrada - 2009: Francisco José Ventoso - 2008: Luca Zanasca | - 2007: Gatis Smukulis - 2006: Rafael Rodríguez - 2005: Giovanny Báez | - 2004: Rémi Pauriol - 2003: Lars Teutenberg - 2002: Santiago Segu |